# Gianni Ehrensperger
Gianni Ehrensperger (* 5. Mai 1985 in Zürich) ist ein ehemaliger Schweizer Eishockeyspieler, der den Grossteil seiner Karriere beim EHC Biel in der National League A verbracht hat.

## Karriere
Gianni Ehrensperger begann seine Karriere als Eishockeyspieler in der Jugend der Kloten Flyers, für deren Profimannschaft er in der Saison 2003/04 sein Debüt in der Nationalliga A gab. In der gleichen Spielzeit stand er in zehn Spielen für die GCK Lions in der Nationalliga B auf dem Eis, in denen er vier Scorerpunkte, darunter zwei Tore, erzielte. Von 2004 bis 2007 hatte der Angreifer einen Stammplatz bei den Flyers, die er jedoch zu Beginn der Saison 2007/08 verliess, um für den EHC Biel aus der NLB zu spielen, mit dem ihm am Saisonende der Aufstieg in die NLA als NLB-Meister gelang. In der folgenden NLA-Spielzeit erzielte der Center in 47 Spielen insgesamt 25 Scorerpunkte, darunter elf Tore.
Nach der Saison 2015/16 musste er seine Karriere aufgrund mehrerer Gehirnerschütterungen beenden.

### International
Für die Schweiz nahm Ehrensperger an der U18-Junioren-Weltmeisterschaft 2003 sowie den U20-Junioren-Weltmeisterschaften 2004 und 2005 teil.

## Erfolge und Auszeichnungen
- 2008 Meister der NLB und Aufstieg in die NLA mit dem EHC Biel

## Karrierestatistik

### International
Vertrat die Schweiz bei:
- U18-Junioren-Weltmeisterschaft 2003
- U20-Junioren-Weltmeisterschaft 2004
- U20-Junioren-Weltmeisterschaft 2005

(Legende zur Spielerstatistik: Sp oder GP = absolvierte Spiele; T oder G = erzielte Tore; V oder A = erzielte Assists; Pkt oder Pts = erzielte Scorerpunkte; SM oder PIM = erhaltene Strafminuten; +/− = Plus/Minus-Bilanz; PP = erzielte Überzahltore; SH = erzielte Unterzahltore; GW = erzielte Siegtore; 1 Play-downs/Relegation; Kursiv: Statistik nicht vollständig)